# Enteucha gilvafascia
Enteucha gilvafascia is een vlinder uit de familie van de dwergmineermotten (Nepticulidae). De wetenschappelijke naam van de soort is voor het eerst voorgesteld als Artaversala gilvafascia door Donald Ray Davis in een publicatie uit 1978.

## Verspreiding
De soort komt voor in Florida en Cuba.

## Waardplant
De rups leeft op Coccoloba uvifera (L.) L. (Polygonaceae).